# Powiat Zollernalb
Powiat Zollernalb (niem. Zollernalbkreis) – powiat w Niemczech, w kraju związkowym Badenia-Wirtembergia, w rejencji Tybinga, w regionie Neckar-Alb. Stolicą powiatu jest miasto Balingen.
Na terenie powiatu znajduje się Zamek Hohenzollern, historyczna siedziba rodowa hrabiów Zollern, założycieli dynastii Hohenzollernów.

## Podział administracyjny
W skład powiatu Zollernalb wchodzi:
- dziewięć gmin miejskich (Stadt)
- 16 gmin wiejskich (Gemeinde)
- sześć wspólnot administracyjnych (Vereinbarte Verwaltungsgemeinschaft)
- jeden związek gmin (Gemeindeverwaltungsverband)

Miasta:
| Lp. | Nazwa miasta | Ludność (31.12.2010) | Powierzchnia [km²] |
| --- | ------------ | -------------------- | ------------------ |
| 1   | Albstadt     | 44.974               | 134,41             |
| 2   | Balingen     | 33.959               | 90,34              |
| 3   | Burladingen  | 12.386               | 123,33             |
| 4   | Geislingen   | 5.992                | 31,95              |
| 5   | Haigerloch   | 10.757               | 76,46              |
| 6   | Hechingen    | 19.089               | 66,44              |
| 7   | Meßstetten   | 10.472               | 76,82              |
| 8   | Rosenfeld    | 6.459                | 51,11              |
| 9   | Schömberg    | 4.642                | 23,27              |

Gminy wiejskie:
| Lp. | Nazwa gminy             | Ludność (31.12.2010) | Powierzchnia [km²] |
| --- | ----------------------- | -------------------- | ------------------ |
| 1   | Bisingen                | 9.249                | 32,84              |
| 2   | Bitz                    | 3.721                | 8,82               |
| 3   | Dautmergen              | 407                  | 4,54               |
| 4   | Dormettingen            | 1.033                | 6,55               |
| 5   | Dotternhausen           | 1.862                | 10,00              |
| 6   | Grosselfingen           | 2.096                | 16,15              |
| 7   | Hausen am Tann          | 492                  | 8,49               |
| 8   | Jungingen               | 1.416                | 9,33               |
| 9   | Nusplingen              | 1.810                | 20,75              |
| 10  | Obernheim               | 1.432                | 15,02              |
| 11  | Rangendingen            | 5.203                | 21,68              |
| 12  | Ratshausen              | 768                  | 5,77               |
| 13  | Straßberg               | 2.598                | 24,91              |
| 14  | Weilen unter den Rinnen | 627                  | 3,08               |
| 15  | Winterlingen            | 6.473                | 50,64              |
| 16  | Zimmern unter der Burg  | 476                  | 5,05               |

Wspólnoty administracyjne:
| Lp. | Nazwa wspólnoty administracyjnej | Ludność (31.12.2010) | Powierzchnia [km²] | Liczba gmin |
| --- | -------------------------------- | -------------------- | ------------------ | ----------- |
| 1   | Albstadt                         | 48.695               | 143,23             | 2           |
| 2   | Balingen                         | 39.951               | 122,29             | 2           |
| 3   | Bisingen                         | 11.345               | 48,99              | 2           |
| 4   | Hechingen                        | 25.708               | 97,45              | 3           |
| 5   | Meßstetten                       | 13.714               | 112,59             | 3           |
| 6   | Winterlingen                     | 9.071                | 75,55              | 2           |

Związki gmin:
| Lp. | Nazwa związku gmin  | Ludność (31.12.2010) | Powierzchnia [km²] | Liczba gmin |
| --- | ------------------- | -------------------- | ------------------ | ----------- |
| 1   | Oberes Schlichemtal | 10.307               | 66,75              | 8           |